# Anegada
L'isola di Anegada è la più settentrionale delle Isole Vergini Britanniche, un gruppo di isole che fa parte del l'arcipelago delle Isole Vergini.
Si trova a circa 24 km a nord dell'isola di Virgin Gorda. È separata dall'isola di Sombrero delle Anguilla dallo stretto del passaggio di Anegada.
Si estende su una superficie di circa 39 chilometri quadrati, il che la rende la seconda isola per dimensioni delle Isole Vergini Britanniche. Al censimento del 2010 la popolazione dell'isola era di 285 persone per lo più residente nell'unico centro abitato chiamato The Settlement.
Anegada è una delle poche isole dell'arcipelago a non avere origine vulcanica è infatti costituita da calcare e corallo, è completamente pianeggiante, il suo punto più elevato raggiunge solo gli 8,5 m sul livello del mare, dalla conformazione deriva il nome con cui era chiamata in spagnolo, tierra anegada (terra sommersa). Caratterizzata da spiagge bianche coralline ospita la più lunga barriera corallina dei Caraibi e la quarta più lunga al mondo chiamata Horseshoe Reef e lunga 29 km. La barriera corallina rende difficoltoso raggiungere l'unico approdo dell'isola, nel tempo numerosissimi sono stati i naufragi e i relitti presenti, tra questi la HMS Astraea nel 1808, la Donna Paula nel 1819 e la MS Rocus nel 1929.
La parte occidentale dell'isola è caratterizzata dalla presenza di numerosi stagni salmastri un tempo abitati da numerosissimi fenicotteri rossi scomparsi negli anni '50 e da poco reintrodotti.
Le caratteristiche morfologiche e il clima asciutto hanno un notevole impatto sulla biodiversità, sull'isola si trovano 332 specie vegetali, 16 sono a rischio e tre sono endemiche. L'isola ospita diverse colonie di uccelli marini nidificanti per un totale di 99 specie diverse. Vi nidificano le tartarughe marine ed è endemica una specie di iguana (Cyclura pinguis).
La principale attività commerciale su Anegada è il turismo.
Alla fine degli anni '70 del XX secolo l'uomo d'affari britannico Ken Bates contrattò un affitto di gran parte dell'isola per un periodo di 199 anni, ma l'azione di un attivista locale, Noel Lloyd, diede inizio a una protesta che costrinse il governo locale a cancellare questo piano. Oggi un parco a Tortola è dedicato a Noel Lloyd con al centro una statua in suo onore.